# Габі (Німеччина)
Габі (нім. Haby), також Габю (дан. Haby) — громада в Німеччині, розташована в землі Шлезвіг-Гольштейн. Входить до складу району Рендсбург-Екернферде. Складова частина об'єднання громад Гюттенер-Берге.
Площа — 5,79 км2. Населення становить 574 ос. (станом на 31 грудня 2020).

## Галерея

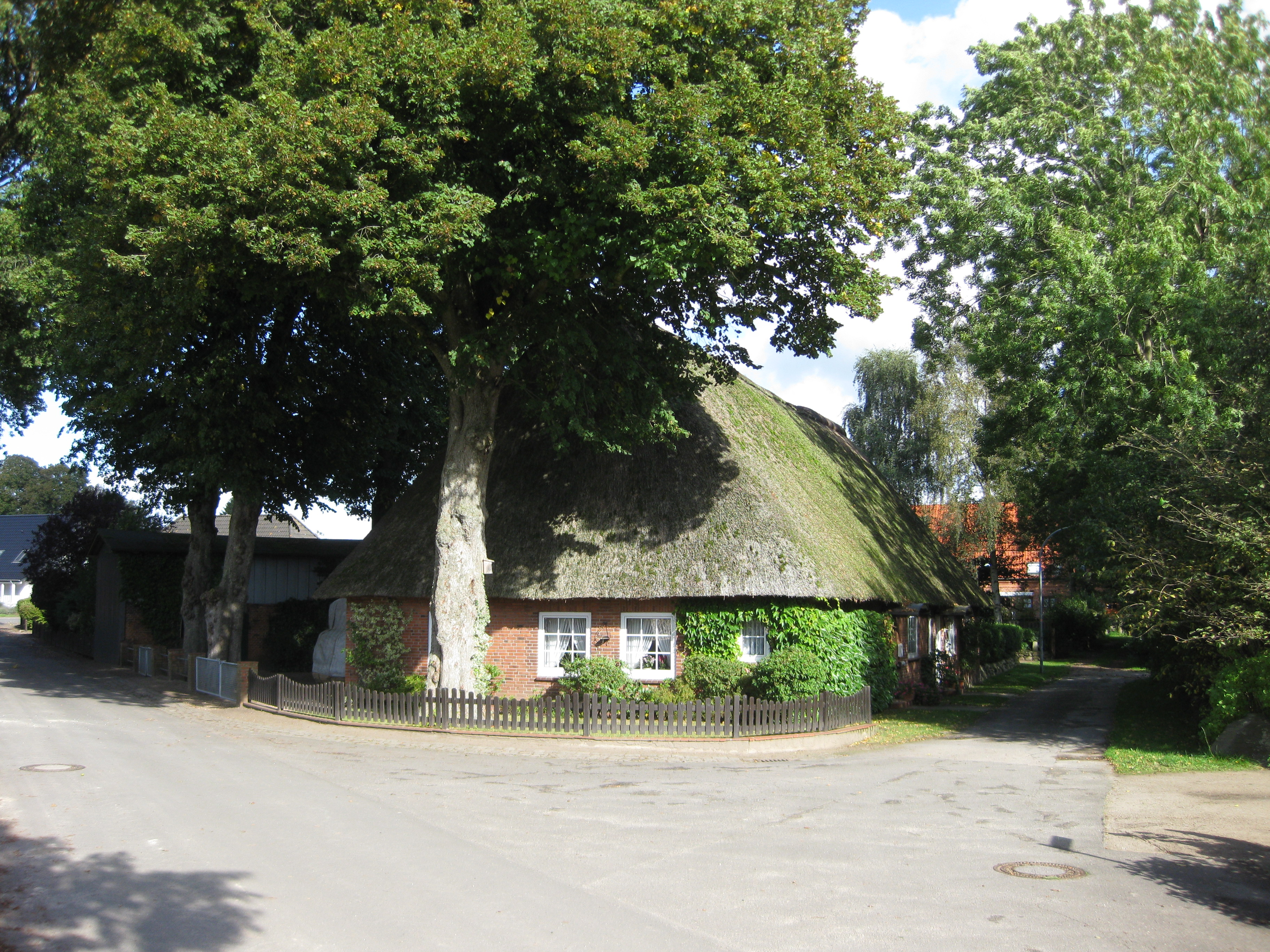